# Крянин, Иван Романович
Иван Романович Крянин (2 сентября 1907, Воткинский завод, Вятская губерния — 19 января 1991, Москва) — советский металлург, доктор технических наук, заслуженный деятель науки и техники РСФСР, лауреат Сталинской премии 3-й степени (1952) и Государственной премии СССР (1980).

## Биография
Родился 2 сентября 1907 года в посёлке Воткинского завода.
Член КПСС. Окончил Московский институт стали.
В 1928—1987 годах — научный сотрудник, конструктор, заведующий группы, в 1940—1957 годах — начальник отдела металлургии стали, в 1957—1987 годах — заместитель директора по металловедению и металлургии ЦНИИТМАШ.
За разработку и внедрение уникального оборудования для новой технологии в производство термообработанных штанг для насосной добычи нефти был в составе коллектива удостоен Сталинской премии 3-й степени за выдающиеся изобретения и коренные усовершенствования методов производственной работы 1952 года.
За создание и широкое промышленное внедрение комплекса уникального оборудования и принципиально новых технологических процессов производства однослойных и биметаллических изделий ответственного назначения был в составе коллектива удостоен Государственной премии СССР в области науки и техники 1980 года.
Умер 19 января 1991 года в Москве.

## Награды
- Орден Октябрьской Революции;
- Заслуженный деятель науки и техники РСФСР;
- Сталинская премия 3-й степени (1952);
- Государственная премия СССР (1980);